# Phumlile Ndzinisa
Phumlile Sibonakele Ndzinisa (* 21. August 1992 in Lobamba) ist eine Sprinterin aus Eswatini.

## Sportliche Laufbahn
Erste Erfahrungen bei internationalen Meisterschaften sammelte Phumlile Ndzinisa 2009 bei den Jugendweltmeisterschaften in Brixen, bei denen sie im 200-Meter-Lauf mit 26,24 s in der ersten Runde ausschied, wie auch bei den Afrikameisterschaften im Jahr darauf in Nairobi mit 26,27 s. 2011 belegte sie bei den Juniorenafrikameisterschaften in Gaborone über 200 Meter in 24,83 s Rang sechs und wurde im 400-Meter-Lauf in 55,76 s Siebte. Über 200 Meter nahm sie daraufhin an den Weltmeisterschaften in Daegu teil, schied dort aber mit 24,15 s im Vorlauf aus. Anschließend  gelangte sie bei den Afrikaspielen in Maputo über 200 und 400 Meter bis in das Halbfinale, in dem sie mit 24,24 s bzw. 54,26 s ausschied. Im Jahr darauf schied sie bei den Afrikameisterschaften in Porto-Novo über 400 Meter mit 55,37 s in der Vorrunde aus und erreichte über 200 Meter das Halbfinale, in dem sie mit 24,45 s ausschied. Dank einer Wildcard durfte sie über 400 Meter erstmals an den Olympischen Spielen in London teilnehmen, bei denen sie aber mit 53,95 s in der ersten Runde ausschied.
Auch bei den Leichtathletik-Weltmeisterschaften 2013 in Moskau durfte sie anhand einer Wildcard an den Start gehen und erreichte auch dort mit 56,36 s nicht das Halbfinale. Im Jahr darauf gelangte sie bei den Commonwealth Games in Glasgow über 200 Meter bis in das Halbfinale, in dem sie mit 24,32 s ausschied, während sie über 400 Meter mit 56,38 s im Vorlauf ausschied. Anschließend wurde sie bei den Afrikameisterschaften in Marrakesch in 23,89 s und 54,96 s jeweils Achte in beiden Bewerben. 2015 nahm sie erneut an den Afrikaspielen in Brazzaville teil, bei denen sie über 200 Meter in 23,69 s Rang sechs belegte, während sie über 400 Meter mit neuem Landesrekord von 53,02 s im Halbfinale ausschied. Im Jahr darauf wurde sie bei den Afrikameisterschaften in Durban in 11,46 s Fünfte im 100-Meter-Lauf und konnte ihren Halbfinallauf über 200 Meter nicht beenden. Über 100 Meter nahm sie erneut an den Olympischen Spielen in Rio de Janeiro teil, bei denen sie mit 12,49 s in der Vorrunde ausschied.
2018 nahm sie über 100 Meter erneut an den Commonwealth Games im australischen Gold Coast teil und schied dort mit 12,11 s in der ersten Runde aus. Im August erreichte sie bei den Afrikameisterschaften in Asaba über 100 Meter das Halbfinale, in dem sie mit 12,10 s ausschied. Im Jahr darauf erreichte sie bei ihren dritten Afrikaspielen in Rabat über 100 und 200 Meter das Halbfinale, in dem sie mit 12,01 s und 24,68 s ausschied.

## Persönliche Bestzeiten
- 100 Meter: 11,35 s (+0,2 m/s), 29. Mai 2016 in Forbach (Landesrekord)
- 200 Meter: 23,47 s (−0,7 m/s), 16. September 2015 in Brazzaville (Landesrekord)
- 400 Meter: 53,02 s, 14. September 2015 in Brazzaville (Landesrekord)